# Ласьва (посёлок)
Ласьва — посёлок в составе Краснокамского городского округа в Пермском крае.

## Географическое положение
Посёлок расположен на правом берегу реки Ласьва примерно в 12 км к востоку от центра Краснокамска и в 18 км к северо-западу от центра Перми.
С севера к посёлку примыкает деревня Мошни, с других сторон посёлок окружают дачные посёлки и лесные массивы.

## Климат
Климат умеренно континентальный. Наиболее тёплым месяцем является июль, средняя месячная температура которого 17,4—18,2 °C, а самым холодным январь со среднемесячной температурой −15,3…−14,7 °C. Продолжительность безморозного периода 110 дней. Снежный покров удерживается 170—180 дней.

## Существующее положение
На южной окраине посёлка имеется ж.-д. остановочный пункт Ласьва (северная ветка Транссиба), курсируют пригородные электропоезда. Автобусное сообщение с Пермью. Промышленных предприятий нет.

## Население
| 2008 | 2010 |
| ---- | ---- |
| 365  | ↗451 |

Постоянное население составляло 345 человек (90 % русские) в 2002 году.
В 2020 году население составило 602 человека.